# 東北地方のローカルヒーロー一覧
東北地方のローカルヒーロー一覧（とうほくちほうのローカルヒーローいちらん）は、東北地方で作られたローカルヒーローの一覧記事。

## 一覧

### 青森県
- 県立戦隊アオモレンジャー - 青森放送のラジオ番組『金曜ワラッター』発。青森県の活性化のために制作。
- 環境戦士カンキョマン - 地球環境保護キャンペーンのラジオスポットのキャラクターとして2001年に誕生した。ドラマ風ラジオスポット3種、紙芝居、テーマソングとドラマ入りのCD制作し、2003年にスーツが完成した。
- 突撃エコレンジャー - 青森県・八戸市環境政策課の職員によって広報に掲載されたイラストが原案のご当地ヒーロー。環境活動の啓発が目的としてABA『北野大のえーコロジー』(05年7/9放送)等のローカル番組やイベントで活躍する。
- 八戸戦隊せんべいジャー - 八戸市の八戸せんべい汁研究所が地元の「せんべい汁」をアピールするために企画した。青森放送のラジオ番組『うっちゃん・みかちゃんの県南おもしろ事件簿』内でラジオドラマを放映。
- イカレンジャー - 青森県八戸市陸奥湊地区のご当地戦隊ヒーロー。地元の小学生が考案した。
- シモーライダー - 青森朝日放送のワイドショー番組『シューマッツ』から誕生した地元密着型ヒーロー。
- 防災戦士ライダーズ119 - 青森県五戸消防署の署員が扮する五戸町の消防ローカルヒーロー。五戸町や新郷村で活動している。
- 健康戦隊マモルンジャー - JAとうほく天間のマスコットキャラであるご当地戦隊。別名『栄養戦隊』。野菜から動物までメンバーは多種多様。
- おおぞら戦隊サワレンジャー - 青森県三沢市から世界の平和を守るべく、日々正義のために戦う三人組。飛行機の化身のような姿をしている。
- 海鮮野郎 ホッキーガイ - 三沢市を守るヒーロー。キャラクターデザインは海老名保。
- 商工戦隊ホタテンジャー - 青森県野辺地町で活動するご当地ヒーロー戦隊。主に防犯活動で活躍する。
- お米大使ピカピカ - 青森米本部が企画したローカルヒーロー。キャラクターデザインはやなせたかし。
- 平内町特産戦隊50レンジャー - 平内町が町政50周年を記念して企画したローカル戦隊。
- クリーンレンジャー - 平内町制施行50周年を記念して誕生したご当地ヒーローで、町内の清掃活動をする戦隊ヒーロー。
- みちのく武勇伝アオモリマン - みちのく最北の地で青森の自然を守るべく立ち上がったヒーロー。
- 跳神ラッセイバー - 『超神ネイガー』のスタッフが企画した青森県全域で活躍するヒーロー。津軽と南部の二人が合体変身する。
- 超城合体タメノブーンV - 弘前市が2016年（平成28年）に「HIROSAKI DESIGN WEEK」の一環として制作した巨大ロボットヒーロー。市内5ヶ所の城をモデルとした5機の「城ロボ」が合体し、超城神タメノブーンVとなる。
- お祭大将ヤーヤドン - 弘前市の非公認ヒーロー。弘前市の代表的文化行事の１つ「弘前ねぷたまつり」の山車燈籠をモチーフにしている。宿敵「ネムリ一味」から弘前を守り、街を明るく元気にする陽気なキャラクター。背中には山車燈籠の「見送り絵」をモチーフにした「どんこちゃん」がついている。
- 快鳥童子シーガルマン - 八戸市の非公認ヒーロー。蕪島のウミネコをモチーフとする。地元の伝承や文化を根底に置きつつも、社会問題や倫理的問題をストーリーに組み込み現代的リアリズムをベースとする、ローカルヒーローとしては異色のハードSF的な作風が特徴である。

### 岩手県
- 新幹線トレインジャー - JR東日本盛岡支社が創作したキャラクター。
- じぇんごエンジェル - 岩手県で活躍する4人のローカルヒロイン。普段は協力しあうが、リーダーが誰かを争っていることも。コマネチポーズを決めている。
- 水路戦隊 水土里ンジャー（すいろせんたい みどり-） - 奥州市の胆沢平野土地改良区「水土里ネット」が企画したローカル戦隊。
- きょうしん戦隊ゴシャレンジャー - 岩手県胆沢町(のちに奥州市胆沢区)のローカル戦隊。教育振興の為に寸劇で活動する。『きょうしん』は“教育振興運動”の略。「みんなできょうしん!」をキャッチコピーに活動し、《キョーイクカダイ》と呼ばれる怪人たちに立ち向かう。
- 5きげん戦隊オチャノマン（ごきげんせんたい-） - テレビ岩手のマスコットキャラクター。
- 北リアス食卓応援隊タベルンジャー - 久慈市とその近隣町村によるローカル戦隊。久慈地域の特産品である海の幸をアピールする。
- 無限勇者カグライガー - 岩手県遠野市の市民が企画したケーブルテレビ放送発のヒーロー。青年が遠野銘菓“明けがらす”を食べて変身する。但し、他の遠野銘菓も食べると変身できる。
- マブリットキバ - 岩手県遠野で生まれた「ゴンゲンサマ」のパワーを宿したローカルヒーロー。
- 岩鷲護神ハチマンタイラー（ガンジュゴシン-） - 八幡平市の活性化を「使命」とし、各種イベントなどに駆け付け会場を盛り上げる。名前の由来は岩鷲山（がんじゅさん）とも呼ばれる岩手山の守り神の化身。
- 岩鉄拳チャグマオー（いわてっけん-） - 『超神ネイガー』のスタッフが企画した岩手県全域で活躍するヒーロー。
- カラットマン - 花巻市。イラストのみで、花巻地方合併協議会によるキャラクター。
- 三陸戦隊リアスレンジャー - 日本の海と自然を守るため三陸海岸から現れた海を愛するローカル戦隊。ストラップで展開。
- みちのく戦隊イワテマン - みちのく岩手に古くから伝わる伝説を広めるために立ち上がったヒーロー。ストラップで展開。
- 北陸戦隊イワテレンジャー
- 企画戦隊ナチュラルジャー - 実写の登場人物の目とヒーローのイラストをコラージュしたご当地ヒーロー。
- 歯みがき戦士・シカイダーマン - むし歯キンから子どもの歯を守るヒーロー。
- 六魂戦隊ゲイビマン（ろっこんせんたい-） - 覚･視覚･触角･嗅覚･味覚の五感と第六感にあたる意識、その能力を現代に受け継いだ一関市のローカル戦隊。
- 呑兵衛戦隊☆オジレンジャー（のんべえせんたい-） - 一関市のローカル戦隊。全員の正体が飲んべえのおじさん。戦隊タイツに動物をかたどったお面を付けている。初期は『ごっつえぇ感じ』のゴレンジャイのように同じ色のスーツのメンバーが複数登場した。
- リバーエース - 一関市のご当地ヒーロー。
- 鉄神ガンライザー  - テレビ岩手のヒーロー。キャッチコピーは「今、岩手にはヒーローが必要だ!」

### 宮城県
- リアスの戦士★イーガー - 女川町商工会青年部が地域活性化を目的に設定。2010年の女川みなと祭りでデビュー。
- シージェッター海斗 - 石巻市のヒーロー。石森プロがデザインを担当。
- 王食フードファイヤーBBQ烈怒 - 宮城県・地域活性化を目的とし、2009年6月7日デビュー。無償で出動依頼を受けている。
- それいけ!パンダーマン - 仙台市・2008年7月19日輪王寺の植樹祭へ乱入。その後、ボランティアをメインとした活動を行い、王食フードファイヤーBBQ烈怒と共に活動している。
- ドラマチック戦士アラマチマン - 仙台市・荒町商店街のヒーロー。地域活性化が目的。
- レインボー・アタックエース - 1973年の東北放送のローカル番組発。ローカル番組発のローカルヒーローとしては元祖[要出典]。同地を中心に展開していたスーパーマーケット「エンドーチェーン」が企画。
- アグリ戦隊マッスルレンジャー - 登米市のローカル戦隊。
- 植樹マン - 仙台市にある寺院「輪王寺」のヒーロー。みちのくプロレスと環境NGOスタッフの共同企画。
  - 植樹ウーマン・コノハ - 輪王寺のヒロイン。
- 冷し中華MEN - 仙台市のローカル戦隊。冷し中華を地元の名物として普及させるために活動。
- SOUL MATE - 仙台市。変身ヒロインアニメを意識したコスチュームを身にまとっている女性ボーカルグループで、ドメスティック・バイオレンス防止活動やマイバッグ所持を歌で啓蒙する。
- マジックレンジャー - 県内で活動している。
- 未知ノ国守（ミチノクニノカミ）ダッチャー - 2011年から活動を開始したローカルヒーロー。名前は仙台弁の「～だっちゃ」から。
- 破牙神ライザー龍 - 東日本大震災の慰問活動として、ヒーローショー経験者らが立ち上げたプロジェクト。県内の避難所や幼稚園などで無償のヒーローショーを開催している。
- 岩沼戦隊スマイルレンジャー - 岩沼市復興支援センタースマイルのキャラクター。
- 釜神の化身オダズナー − 大崎市で大崎商工会青年部が地域活性化の為に生み出したヒーロー。宮城県の北部に伝わる釜神信仰をモチーフにデザインされている。ネーミングは宮城の方言[おだずな](ふざけるなの意味)からつけられた。
- 無事カエルマン - 登米市若草稲荷神社のヒーローライダー。必殺技は居眠り運転退散ワサビ煎餅を配る。猫が好き。

### 秋田県
- 超神ネイガー - にかほ市発のヒーロー。秋田県のみならず、台湾にも進出している。
- 地神戦隊ワリヤマン - 秋田市割山地区の活性化を目指している戦隊ヒーロー。
- 環境マモルンジャー - 環境あきたキャラバン隊が運営するローカル戦隊。
- おいしいヒーロー・だまこマン - 五城目町のヒーロー。だまこ鍋をアピールすることが目的。
- 活性戦隊ガンバルジャー - 能代市のローカル戦隊。
- ゼイキッズ - 秋田市の「税」への理解を深めてもらうイメージキャラクター。
- ブラッドマン - 秋田県赤十字血液センターが企画したヒーローマスコット。献血協力啓蒙活動を行う。
- 合併戦隊ダイセンジャー - 大仙市のローカル戦隊。市町村合併に向けた8市町村それぞれを象徴する8名のヒーローで構成。イラストのみ存在し、ポスターなどに用いられた。
- キャプテン・フェライト - にかほ市のフェライト子ども科学館のファンタジーシアターのみで上映されているCGアニメ。マスコットのフェライトマンも存在する。
- なまはげ戦隊 - ストラップで展開。
- みちのく戦隊アキターマン - 秋田市の地元企業が発売しているローカル戦隊ストラップ。
- のしろケットちゃん - 能代市のヒロイン。能代宇宙イベントのPRが目的。
- ドデンマン - ビックリマンシールのパロディとなっている秋田県限定のシールグッズ。
- 機動販売戦隊 神代カレンジャー - 仙北市のローカル戦隊。神代カレーをアピールすることが目的。
- スーパーランナー ハシレンガー - 県内のマラソン大会を中心に活動している。
- 山刀霊神アニアイザー（ながされいじん-） - 北秋田市の町興しを目的に有志で結成。「過疎化妖怪」や「シャッター通り怪人」を退治する。
- ガヤルダー・ハチ -　宇宙警備隊により力を授けられた秋田犬の「ハチ」が人型のヒーローに変身して悪の宇宙人と戦う。
- スコップ戦士ジャミセリオン -　スコップ三味線の化身。湯沢市にアジトを持つ。
- ビートファイターAce - 踊る！戦う！マスク脱ぐ！？掟破りのイマドキヒーロー。秋田市を中心に県内でダンス＆ヒーローショーを展開している。
- 由工マイスターMESA - 秋田県立由利工業高等学校発のオリジナルヒーローであり、企画・制作はTeam.RIPRO（ライプロ）である。
- 超輝神シャイニンガー　横手市のヒーロー！～横手の笑顔と平和は俺が守る‼

### 山形県
- ゴミ減量マン - 山形市のヒーロー。ごみの減量を目的に企画された。
- 芋煮マン - 山形市。芋煮をアピールする。
- 大鍋宣隊イモニレンジャー - 山形市。日本一の芋煮会フェスティバルをアピールする。
- フラワー戦隊ナガレンジャー - 長井市の西置賜工業会次世代グループが運営する。
- 鳥神オタッカー - 米沢市。
- Adven-TVマン キャプテンTRY - テレビユー山形のマスコットとして使用されていた。
- 銀玉夢戦隊ベガレンジャー - 山形市。
- 瀑布戦隊タマスダレンジャー - 酒田市・玉簾の滝のローカル戦隊。
- 御当地戦隊やまがたケンジャー - ストラップで展開。
- 南陽宣隊アルカディオン - 南陽市。市内の若者グループHOPEが運営する。
- 出羽戦士ガ･サーン - 月山をモチーフとしたヒーロー。超神ネイガーをプロデュースした海老名保が協力している。
- YOZAN戦士アズマンジャー - 米沢市の戦隊ヒーロー。米沢の特産品「米沢のABC」をモチーフとしている。

### 福島県
- イベント戦隊ダイエージャー - パチンコDAIEIのイメージキャラクターで、CGによる作品。
- 駅コンマン - 福島県を中心に展開する駅前コンタクトのイメージキャラクター。後に“駅コンレディ”などの追加メンバーも登場。
- みちのく戦隊フクシマン - 高速のサービスエリアなどでミルクキャラメルが売られている。漫画雑誌風パッケージ(少年フクシマ)にミルクサンドクッキーが入っているものも販売されている(フクシマンキャラクターのおまけ付)。
- うつくしま戦隊 福島レンジャー - ストラップで展開。
- JA共済 防災戦隊ボウサイザー  地震・水害・火災 等の災害から福島を守るボウエンレッド・ボウスイブルー・タイシンイエローの３人組

#### 会津
- 丞神デナー - 西会津町の赤べこをモチーフにしたご当地ヒーロー。
- ミルキー・スパーコ - 会津地方の近隣市町村による会津温泉Nリーグが企画したローカルヒロイン。
- 初市戦士タワライガー - 会津坂下町の大俵から生まれたご当地ヒーロー。

#### 中通り
- 環境戦隊あらま隊 - 鏡石町のローカル戦隊。
- 下水戦隊スイセンジャー - 矢吹町のローカル戦隊。水に関する環境活動の啓発が目的。
- 小峰シロ - 白河観光物産協会の「（たぶん）公認」の変身ヒロイン。犬のシロが桜の精の力により人間の少女となり、さらに戦闘形態へも変身できる設定。
- ゴミレンジャー - 福島市の高校生が扮するローカル戦隊。信夫山をきれいにする運動を行っている。
- 防災戦隊ボウサイザー-福島を災害から福島の平和を守るために誕生させたヒーロー。
- ダルライザー - 白河市のご当地ヒーロー。白河だるまがモチーフ。白河市商工会議所青年部がデビューさせ、現在は、自主プロモーションが映画製作やヒーローイベント等を開催するなど幅広く活動。必殺技は無く、努力と工夫でダルマのように何度も立ち上がることを伝えようとする。
- 歯磨きマン - 福島市。
- 発掘戦隊まほレンジャー - 白河市の福島県文化財センター白河館によるローカル戦隊。
- 商店ガイレンジャー - 郡山市中心市街地を中心に活動している。「商店街の魅力・役割・楽しさ」を発信するために誕生した商店街応援ヒーロー。
- 闘龍鬼神マスピオン- 郡山市喜久田町を中心に活動している。新極真会カラテ郡山北分支部による空手普及のヒーロー。空手アクションを中心に「勇気」と「敵を許す心」を伝える。ヒーローモデルは極真カラテの祖、マス大山（大山倍達）。
- ダバイザー-郡山市を活動拠点にし、小学校教諭が変身、歌と体操で元気を運ぶヒーロー。
- ペグナイト-石川町の非公認ヒーロー。街の活性化のため、握手で繋がろうとするクオーツヒーロー。
- 光の戦士ツインウェイター-福島市の芸能プロダクションに所属、福島県内を中心に活動するヒーロー。アクションリーダーは、元ジャパンアクションクラブ所属の本格的スーツアクター。

#### 浜通り
- いわき郷土戦士ジャンガラー - いわき市のご当地ヒーロー。市の伝統芸能「じゃんがら念仏踊り」とアクアマリンふくしまで研究されている「シーラカンス」を元にデザイン。
- 相双神旗ディネード - 相双地区を中心に活動しているご当地ヒーロー。衣装は甲冑をイメージしたものであり、震災をきっかけに制作された。
- 万葉戦隊タンクトップス - 鹿島町(南相馬市)のローカル戦隊。
- 友情戦隊マモルンジャー - 富岡町、広野町、楢葉町、川内村の4町村の共同企画から生まれたローカル戦隊。自主制作映画で展開。

### 全6県
- 東北合神ミライガー - 東北6県の力を集結させた合体ヒーロー。